# Борув (Ловицький повіт)
Борув (пол. Borów) — село в Польщі, у гміні Беляви Ловицького повіту Лодзинського воєводства.
Населення — 244 особи (2011).
У 1975-1998 роках село належало до Скерневицького воєводства.

## Демографія
Демографічна структура станом на 31 березня 2011 року:
|          | Загалом | Допрацездатний вік | Працездатний вік | Постпрацездатний вік |
| -------- | ------- | ------------------ | ---------------- | -------------------- |
| Чоловіки | 114     | 19                 | 77               | 18                   |
| Жінки    | 130     | 22                 | 66               | 42                   |
| Разом    | 244     | 41                 | 143              | 60                   |